# Света Неделя (Солун)
Вижте пояснителната страница за други значения на Света Неделя.
„Света Неделя“ (на гръцки: Αγίας Κυριακής) е православна църква в македонския град Солун, Гърция, енорийски храм на Солунската епархия на Вселенската патриаршия, под управлението на Църквата на Гърция.
Църквата е разположена в източната част на града, в махалата Трохиодромикон на Харилау, на кръстовището на „Амфотери“ и „Агия Кириаки“, на границата с дем Пилеа-Хортач. Църквата е построена в 1959 година. В 1965 година става енорийски храм. В 19766 година започва цялостен ремонт на храма с удължаване на запад и построяване на по още един кораб на север и на юг. Официалното откриване е на 11 октомври 1981 г. от митрополит Пантелеймон Солунски. След една година и нартексът получава сегашния си вид. До църквата има и културен център, църковен музей, открит в 2007 г., и други помощни сгради.
В архитектурно отношение храмът е трикорабна базилика. Църквата има нов резбован иконостас на мястото на стария мраморен, дело на резбаря Евгениос Аманатидис, а иконите са на Теодорос Вогданос. Старите иконостасни икони са дело на атонския зограф от Карея Серафим Офталмопулос от 1964 г. и днес са в музея. В храма от 2004 г. се пазят част от мощите на Света Неделя.